# Divize D 1972/1973
V soubojích 8. ročníku Moravskoslezské divize D 1972/73 (jedna ze skupin 4. fotbalové ligy) se utkalo 16 týmů dvoukolovým systémem podzim–jaro. Tento ročník začal v srpnu 1972 a skončil v červnu 1973.

## Nové týmy v sezoně 1972/73
- Ze III. ligy – sk. B 1971/72 sestoupila do Divize D mužstva TJ Železárny Prostějov a TJ US Uničov.
- Z Jihomoravského župního přeboru 1971/72 postoupilo vítězné mužstvo TJ Jiskra Kyjov.
- Ze Středomoravského župního přeboru 1971/72 postoupilo vítězné mužstvo TJ Spartak Uherský Brod.
- Ze Severomoravského župního přeboru 1971/72 postoupilo vítězné mužstvo TJ VP Frýdek-Místek.

## Konečná tabulka
Zdroj: 
| Poř. | Tým                          | Z  | V  | R  | P  | VG | OG | B  |
| ---- | ---------------------------- | -- | -- | -- | -- | -- | -- | -- |
| 1.   | TJ VP Frýdek-Místek (N)      | 30 | 18 | 6  | 6  | 48 | 29 | 42 |
| 2.   | TJ Zbrojovka Brno „B“        | 30 | 14 | 10 | 6  | 44 | 25 | 38 |
| 3.   | TJ JTT Veselí nad Moravou    | 30 | 16 | 3  | 11 | 61 | 43 | 35 |
| 4.   | TJ US Uničov (S)             | 30 | 13 | 9  | 8  | 42 | 34 | 35 |
| 5.   | TJ Jiskra Otrokovice         | 30 | 13 | 7  | 10 | 38 | 28 | 33 |
| 6.   | TJ Sigma MŽ Olomouc          | 30 | 14 | 5  | 11 | 39 | 38 | 33 |
| 7.   | TJ Baník Důl Doubrava-Orlová | 30 | 13 | 6  | 11 | 40 | 42 | 32 |
| 8.   | TJ Železárny Prostějov (S)   | 30 | 12 | 7  | 11 | 45 | 43 | 31 |
| 9.   | TJ Moravská Slavia Brno      | 30 | 11 | 8  | 11 | 38 | 35 | 30 |
| 10.  | VTJ Kroměříž                 | 30 | 11 | 7  | 12 | 38 | 48 | 29 |
| 11.  | TJ ZKL Brno                  | 30 | 8  | 12 | 10 | 34 | 34 | 28 |
| 12.  | TJ Slavia Kroměříž           | 30 | 11 | 6  | 13 | 41 | 44 | 28 |
| 13.  | TJ Jiskra Kyjov (N)          | 30 | 12 | 3  | 15 | 30 | 31 | 27 |
| 14.  | TJ Fatra Napajedla           | 30 | 8  | 9  | 13 | 30 | 47 | 25 |
| 15.  | TJ Spartak Uherský Brod (N)  | 30 | 9  | 6  | 15 | 30 | 43 | 24 |
| 16.  | TJ OP Prostějov              | 30 | 2  | 6  | 22 | 24 | 58 | 10 |

Poznámky:
- Z = Odehrané zápasy; V = Vítězství; R = Remízy; P = Prohry; VG = Vstřelené góly; OG = Obdržené góly; B = Body; (S) = Mužstvo sestoupivší z vyšší soutěže; (N) = Mužstvo postoupivší z nižší soutěže (nováček)

|  | Postup do III. ligy – sk. B 1973/74                |
|  | Sestup do Jihomoravského krajského přeboru 1973/74 |